# Sommarnattens leende (film, 1977)
Sommarnattens leende (engelska: A Little Night Music) är en musikalfilm från 1977 i regi av Harold Prince. Filmen är baserad på musikalen Sommarnattens leende från 1973, vilken i sin tur är baserad på filmen med samma namn från 1955. I huvudrollerna ses Elizabeth Taylor, Diana Rigg och Lesley-Anne Down.

## Rollista i urval
- Elizabeth Taylor – Desiree Armfeldt
- Diana Rigg – Charlotte Mittelheim
- Len Cariou – Frederich Egerman
- Lesley-Anne Down – Anne Egerman
- Hermione Gingold – Madame Armfeldt
- Laurence Guittard – Greve Carl-Magnus Mittelheim
- Christopher Biggins – Erich Egerman
- Lesley Dunlop – Petra
- Heinz Marecek – Frid
- Chloe Franks – Fredericka Armfeldt
- Jonathan Tunick – konduktör